# Tech 1 Racing

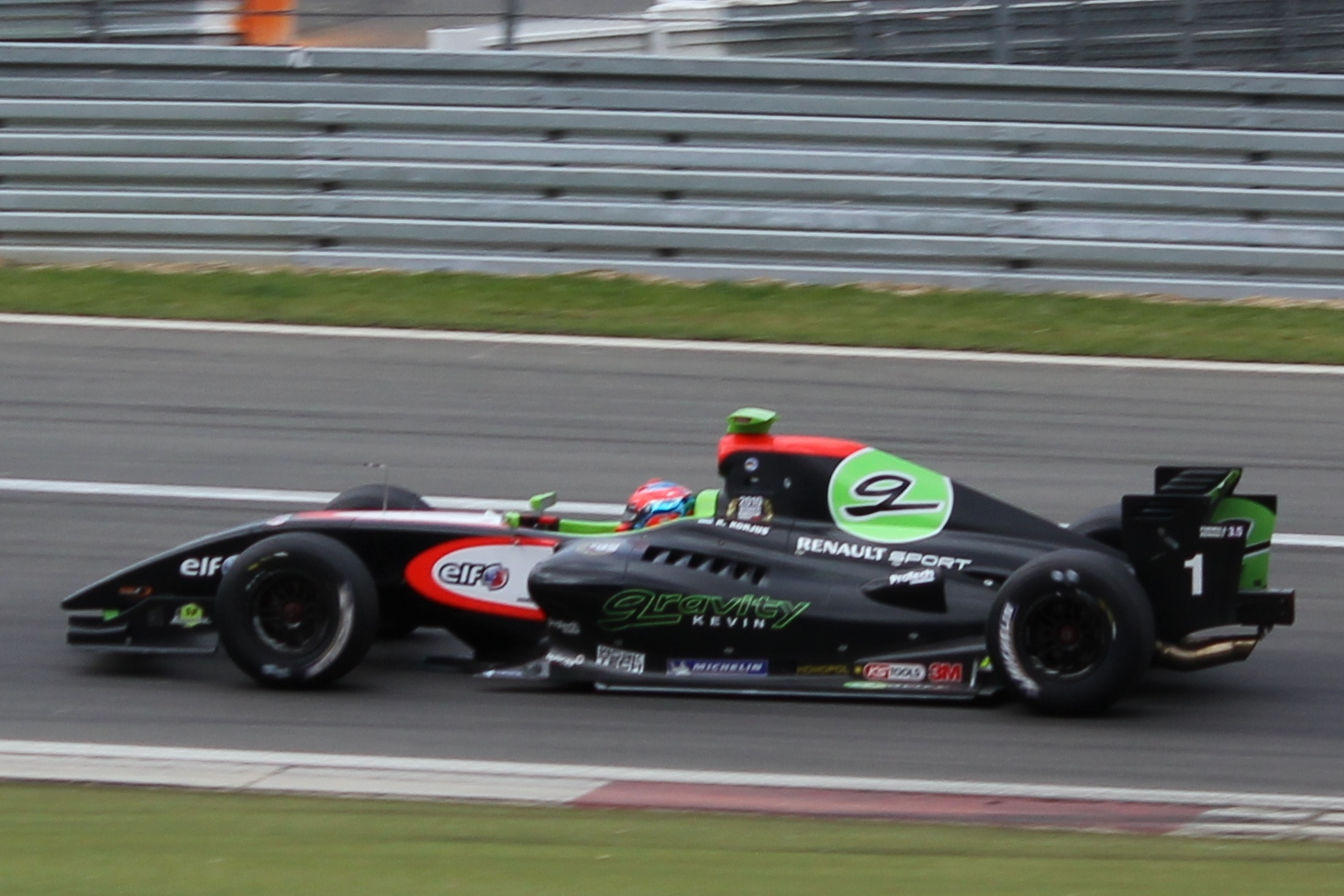
Monoplaza de Tech 1 Racing de Formula Renault 3.5 Series en 2011.

Tech 1 Racing es una escudería de automovilismo con sede en Toulouse, Francia.

## Trayectoria

### Fórmula Renault 2.0 Francesa
La escudería fue fundada en 2000 por el francés Simon Abadie piloto de carreras. Se unieron a la Fórmula Renault 2.0 Francesa el mismo año, con Abadie acabado en segunda posición en la clasificación. También terminó segundo en la serie en 2003 antes de abandonar el campeonato al final de la temporada 2005.

### Eurocup Mégane Trophy
En 2005, Tech 1 se unió al recién formado Eurocup Mégane Trophy, con Mathieu Lahaye y Simon Abadie acabado noveno y décimo, respectivamente, en el campeonato. Al año siguiente, terminó segundo en el Campeonato de Pilotos con Mathieu Lahaye y también reclamó el por equipos el título, el primero de tres campeonatos consecutivos por equipos. En 2007, declararon un doblete en el campeonato de pilotos, con el piloto portugués Pedro Petiz teniendo el título por delante de su compañero Dimitri Enjalbert.

### World Series by Renault
En 2006 se Tech 1 Racing se unió a la World Series by Renault con los piloto de Jérôme d'Ambrosio y Ryo Fukuda. Tech 1 se hizo cargo de la estructura de carreras Saulnier. Después de una primera temporada estable el equipo terminó duodécimo en la clasificación por equipos, con Fukuda, teniendo su mejor resultado de la carrera de la cuarta posición tanto en Donington Park y Le Mans.
En 2007, la escudería corrió con el excampeón británico de Fórmula 3, Álvaro Parente y el francés Julien Jousse. Parente tuvo dos victorias durante la temporada (en Mónaco y Spa-Francorchamps) para reclamar el título por delante de Ben Hanley, con Jousse acabado en décima posición. Tech 1 también consiguió el título por equipos, por delante de International DracoRacing y Carlin Motorsport.
Jousse se quedó con el equipo para la temporada 2008, donde fue acompañado por Charles Pic. Después de conseguir seis podios (incluyendo una victoria en Barcelona) Jousse terminó segundo en el campeonato detrás de Giedo van der Garde, mientras que Pic ganó en Mónaco y Le Mans para terminar en el sexto lugar. La escudería también ganó el título de escuderías por segundo año consecutivo.
Los pilotos Daniel Ricciardo y Brendon Hartley pilotaron en el inicio de la temporada (este último sería sustituido por el campeón de 2010 de la Fórmula 3 Británica, Jean-Éric Vergne), Tech 1 obtuvo el título de la temporada 2010.
En la temporada 2011, logran como resultados más destacados, 3 victorias de su piloto principal, Kevin Korjus, mientras que Pic, sólo llega a puntuar en 4 carreras.

## Resultados

### GP3 Series
(Clave) (negrita indica pole position) (cursiva indica vuelta rápida puntuable)

| Año  | Chasis                             | Neu. | N.º | Pilotos           | 1   | 1   | 2   | 2   | 3   | 3   | 4   | 4   | 5   | 5   | 6   | 6   | 7   | 7   | 8   | 8   | Puntos | Pos. | Ref.  |
| ---- | ---------------------------------- | ---- | --- | ----------------- | --- | --- | --- | --- | --- | --- | --- | --- | --- | --- | --- | --- | --- | --- | --- | --- | ------ | ---- | ----- |
| 2010 | Dallara GP3/10 Renault 2.0 L Turbo | P    |     |                   | BAR | BAR | EST | EST | VAL | VAL | SIL | SIL | HOC | HOC | BUD | BUD | SPA | SPA | MNZ | MNZ | 37     | 6.º  | [ 1 ] |
| 2010 | Dallara GP3/10 Renault 2.0 L Turbo | P    | 26  | Doru Sechelariu   | 22  | Ret | 9   | 9   | Ret | 20  | Ret | 17  | 10  | DSQ | 14  | 21  | Ret | 20  | 21  | 18  | 37     | 6.º  | [ 1 ] |
| 2010 | Dallara GP3/10 Renault 2.0 L Turbo | P    | 27  | Daniel Juncadella | 11  | 11  |     |     |     |     |     |     |     |     |     |     |     |     |     |     | 37     | 6.º  | [ 1 ] |
| 2010 | Dallara GP3/10 Renault 2.0 L Turbo | P    | 27  | Stefano Coletti   |     |     | 24† | 14  | 10  | 6   | 10  | Ret | 5   | 3   | 3   | 4   | Ret | 24  | 16  | 20  | 37     | 6.º  | [ 1 ] |
| 2010 | Dallara GP3/10 Renault 2.0 L Turbo | P    | 28  | Jean-Éric Vergne  | 5   | 21  |     |     | 4   | 17  |     |     |     |     |     |     |     |     |     |     | 37     | 6.º  | [ 1 ] |
| 2010 | Dallara GP3/10 Renault 2.0 L Turbo | P    | 28  | Jim Pla           |     |     | Ret | 20  |     |     |     |     |     |     |     |     |     |     |     |     | 37     | 6.º  | [ 1 ] |
| 2010 | Dallara GP3/10 Renault 2.0 L Turbo | P    | 28  | Daniel Juncadella |     |     |     |     |     |     | Ret | Ret | 8   | 2   |     |     | 5   | DSQ | 22  | Ret | 37     | 6.º  | [ 1 ] |
| 2011 | Dallara GP3/10 Renault 2.0 L Turbo | P    |     |                   | EST | EST | BAR | BAR | VAL | VAL | SIL | SIL | NÜR | NÜR | BUD | BUD | SPA | SPA | MNZ | MNZ | 43     | 6.º  | [ 2 ] |
| 2011 | Dallara GP3/10 Renault 2.0 L Turbo | P    | 17  | Aaro Vainio       | 15  | Ret | 3   | 20  | Ret | Ret | 11  | 18  | 7   | 13  | 5   | 7   | 13  | Ret | 22† | 8   | 43     | 6.º  | [ 2 ] |
| 2011 | Dallara GP3/10 Renault 2.0 L Turbo | P    | 18  | Andrea Caldarelli | 2   | 5   | 4   | 4   |     |     |     |     |     |     |     |     |     |     |     |     | 43     | 6.º  | [ 2 ] |
| 2011 | Dallara GP3/10 Renault 2.0 L Turbo | P    | 18  | Thomas Hylkema    |     |     |     |     | Ret | Ret | 20  | 21  | 18  | 24† | 27  | Ret | 22  | 21  | 14  | Ret | 43     | 6.º  | [ 2 ] |
| 2011 | Dallara GP3/10 Renault 2.0 L Turbo | P    | 19  | Tamás Pál Kiss    | 16  | 18  | 8   | 1   | 16  | 13  | Ret | 20  | 8   | 4   | 10  | 20  | 17  | 14  | Ret | 12  | 43     | 6.º  | [ 2 ] |